# Remains
Remains är ett postumt utgivet album av den engelska rockgruppen The Only Ones.
LP:n och CD:n skiljer sig till innehållet. De flesta låtarna spelades in innan debutalbumet The Only Ones, med bland andra Glenn Tilbrook från Squeeze. The Small Faces-covern "My Way of Giving" finns ännu inte utgiven på CD.

## Låtlista
Samtliga låtar skrivna av Peter Perrett, om annat inte anges.

### LP
1. "Prisoners" (1976)
2. "Watch You Drown"** (1975)
3. "Flowers Die" (1976)
4. "Devon Song" (1979)
5. "My Rejection"** (1975)
6. "Baby's Got a Gun"* (1980)
7. "Hope Valley Blues" (1976)
8. "Counterfeit Woman" (1977)
9. "My Way of Giving" (Steve Marriott/Lane) (Small Faces-cover) (1980)
10. "River of No Return" (1976)
11. "I Only Wanna Be Your Friend"** (1975)
12. "Broken Arrows" (med England's Glory) (1973)
13. "Oh No" (1977)
14. "Don't Hold Your Breath"** (1975)

### CD
1. "Prisoners" (1976)
2. "Watch You Drown"** (1975)
3. "Flowers Die" (1976)
4. "Devon Song" (1979)
5. "My Rejection"** (1975)
6. "Baby's Got a Gun"* (1980)
7. "Hope Valley Blues" (1976)
8. "Counterfeit Woman" (1977)
9. "River of No Return" (1976)
10. "I Only Wanna Be Your Friend"** (1975)
11. "Oh No" (1977)
12. "Don't Hold Your Breath"** (1975)
13. "Silent Night" (Joseph Mohr/Franz Gruber) (1979)
14. "Don't Feel Too Good" (1976)

## Medverkande
- Peter Perrett - sång, gitarr, trummor*,
- John Perry - gitarr, bas**, keyboard*
- Alan Mair - bas
- Mike Kellie - trummor
- Glenn Tilbrook - gitarr**
- Gordon Edwards - keyboard